# Friedrich von Muck
Friedrich Muck, seit 1871 von Muck, seit 1881 Ritter von Muck, (* 30. Oktober 1824 in Ansbach; † 22. Juli 1899 in München) war ein bayerischer General der Infanterie und Generaladjutant.

## Leben

### Herkunft
Friedrich war ein Sohn des bayerischen Majors Simon Ritter von Muck (1785–1837) und dessen Ehefrau Babette, geborene Birngruber.

### Militärkarriere
Nach dem Besuch des Münchner Kadettenkorps wurde Muck am 18. August 1842 zum Junker im 1. Artillerie-Regiment der Bayerischen Armee ernannt und avancierte bis Ende Oktober 1845 zum Unterleutnant. Mit der Bildung des 3. Reitenden Artillerie-Regiments erfolgte Anfang Mai 1848 seine Versetzung in diesen Verband. Im Rahmen der Niederschlagung des Pfälzischen Aufstandes kam es am 21. Juni 1849 zu einem kurzen Feuergefecht. Freischaren hatte am rechten Rheinufer von Speyer zwei 12-Pfünder-Kanonen gegen den aufklärenden Generalleutnant Taxis eingesetzt. Muck gelang es im Gegenzug mit dem gezielten Feuer der beiden von ihm befehligten Geschützen eine am rechten Rheinufer bei Speyer lagernde Kavallerieabteilung der Revolutionsarmee zu vertreiben und auch die feindlichen Geschütze zum Abfahren zu veranlassen. Dafür sprach ihm Taxis durch Tagesbefehl seine Anerkennung aus.
Nachdem Muck Anfang Oktober 1849 zum Oberleutnant befördert worden war, stieg er Ende Mai 1851 zum Regimentsadjutanten auf. Unter Beförderung zum Hauptmann erfolgte Ende Juni 1857 seine Versetzung in das 1. Artillerie-Regiment „Prinz Luitpold“, bevor er Anfang Januar 1858 in das 3. Reitendes Artillerie-Regiment „Königin“ rückkehrte. Am 18. Juni 1866 wurde Muck erneut in das 1. Artillerie-Regiment versetzt, zum Major befördert und für die Dauer des Krieges gegen Preußen als Artilleriekommandant der 3. Infanterie-Division verwendet. In dieser Stellung nahm er an den Kämpfen bei Zella, Kissingen, Helmstadt und Roßbrunn teil. Für sein Wirken erhielt er das Ritterkreuz I. Klasse des Militärverdienstordens und eine Belobigung im Armeebefehl.
Am 25. Dezember 1867 wurde Muck zunächst wieder zum 3. Reitenden Artillerie-Regiment „Königin Mutter“ versetzt. Nach der Umgliederung der Generalstabssektionen wurde er am 24. Mai 1868 in die I. Abteilung des Generalquartiermeisterstabes versetzt. Dort widmete sich Muck ohne dienstlichen Auftrag aus eigener Initiative besonders intensiv dem lückenhaften Vorschriftenwesen, um die von ihm erkannten Wissenslücken der Generalquartiermeisterstabsoffiziere zu schließen. Darüber verfasste er die Direktiven für die Marschordnung und Verwendung des Trains eines Armeekorps und die Direktiven für einen Teil der Generalstabsgeschäfte bei den mobilen Armeekorps. Diese fanden Eingang in den Ersten Teil des Werkes Der Dienst des Generalstabes des späteren preußischen Kriegsministers Paul Bronsart von Schellendorff, den Muck im Herbst 1869 bei den Übungen des Preußischen II. Armee-Korps kennengelernt hatte. Am 4. Januar 1870 ordnete der Generalquartiermeister Maximilian von Bothmer an, dass Mucks Direktiven, die sich zwischenzeitlich um die Gliederung des Trains zu taktischen Zwecken und Eintheilung desselben in die Marsch-Colonnen erweitert hatte, bis auf Weiteres als Grundlage für die Aus- und Weiterbildung der Offiziere bei den Operationsübungen des Generalquartiermeisterstabes dienen sollten. Zugleich ordnete Bothmer an, dass unter der Leistung Mucks zur Einübung von dessen Direktiven ab Mitte Januar Operationsübungen auf der Karte durchgeführt werden sollten. Durch diese Maßnahme wurde die Aus- und Weiterbildung auf eine neue, solide Grundlage gestellt und trug wesentlich zu dem später allgemein anerkannten hohen Ausbildungsstand der bayerischen Generalstabsoffiziere bei.
Zum 1. Februar 1870 rückte Muck zum Oberstleutnant und Generalstabschef beim 2. Armee-Divisions-Kommando auf. Als solcher nahm er 1870/71 während des Krieges gegen Frankreich an den Schlachten bei Sedan, Coulmiers und Orléans teil. Nach dem Friedensschluss wurde er am 12. Juli 1871 durch das Ordenskapitel unter dem Vorsitz des Oberst Feichtmayr einstimmig für sein umsichtiges und tapferes Verhalten bei Coulmiers zum Ritter des Militär-Max-Joseph-Ordens ernannt. Damit verbunden war die Erhebung in den persönlichen Adelsstand und er durfte sich nach der Eintragung in die Adelsmatrikel am 4. April 1881 „Ritter von Muck“ nennen. 
Nach dem Friedensschluss verblieb Muck zunächst bei der Okkupationsarmee in Frankreich. Anfang August 1871 erhielt er das Eiserne Kreuz I. Klasse und wurde am 3. November 1872 unter Beförderung zum Oberst als Chef der Generalstabsabteilung in den Generalstab der Armee versetzt. Vom 4. November 1874 bis zum 27. Mai 1876 war er Chef des Generalstabes des I. Armee-Korps. Daran schloss sich eine Verwendung als Generalmajor und Kommandeur der 8. Infanterie-Brigade in Speyer an. In gleicher Eigenschaft erfolgte am 11. November 1877 seine Versetzung nach Bayreuth zur 5. Infanterie-Brigade und ein Jahr später zur Bayerischen Besatzungsbrigade in Metz. Am 2. November 1880 wurde Muck zum Kommandanten der Haupt- und Residenzstadt München sowie am 6. August 1881 zum Generaladjutanten von König Ludwig II. ernannt. Unter Belassung in seiner Stellung als Generaladjutant war er ab dem 19. Februar 1883 Inspekteur der Artillerie und des Trains. Muck avancierte am 20. März 1884 zum Generalleutnant und erhielt im November 1884 die Erlaubnis zur Annahme des Preußischen Kronen-Ordens I. Klasse. Er wurde am 8. März 1889 General der Infanterie und infolge der Auflösung der Inspektion am 1. April 1889 unter Belassung in seinem Verhältnis als Generaladjutant in Genehmigung seines Abschiedsgesuches mit Pension zur Disposition gestellt.
Muck erhielt zu seinem 50-jährigen Dienstjubiläum am 17. Juli 1889 das Ehrenkreuz des Ludwigsordens und wurde in besonderer Anerkennung à la suite des 1. Feldartillerie-Regiments „Prinzregent Luitpold“ gestellt. Aus Anlass des 70. Geburtstages von Luitpold von Bayern verlieh ihm der Prinzregent am 7. März 1891 das Großkreuz des Militärverdienstordens und am 29. Dezember 1895 wurde Muck mit dem Großkreuz des Verdienstordens der Bayerischen Krone gewürdigt. Er starb unverheiratet am 22. Juli 1899 in Ausübung seines Dienstes.